# Aeroporto di Casablanca-Muhammad V
L'aeroporto di Casablanca-Muhammad V (in arabo مطار محمد الخامس الدولي‎?; in francese: Aéroport international Mohammed V) (IATA: CMN, ICAO: GMMN) è un aeroporto situato a 30 km a sud di Casablanca, nei pressi di Nouaceur, in Marocco, e definito come internazionale dalle autorità dell'aviazione civile marocchine. È sede dell'Office National des aéroports (ONDA), ente di gestione aeroportuale dello Stato africano.
È l'aeroporto più trafficato del Marocco e il quarto d'Africa con oltre 8,18 milioni di passeggeri transitati nel 2015. La struttura è intitolata a Muhammad V, Sultano del Paese dal 1927 al 1961.
L'aeroporto è hub per le compagnie aeree:
- Air Arabia Maroc
- Royal Air Maroc
- Royal Air Maroc Express
- Royal Air Maroc Cargo

## Statistiche
Questo grafico non è disponibile a causa di un problema tecnico.
Si prega di non rimuoverlo.
Vedi la query Wikidata di origine.